# Eland Mountains
Die Eland Mountains sind ein Gebirge von bis zu 2440 m (nach britischen Angaben rund 1800 m) Höhe an der Black-Küste des Palmerlands auf der Antarktischen Halbinsel. Sie erstrecken sich über eine Länge von 32 km in nordost-südwestlicher Ausrichtung entlang der Südflanke des Clifford-Gletschers.
Teilnehmer der British Graham Land Expedition (1934–1937) unter der Leitung des australischen Polarforschers John Rymill entdeckten die Berge im Jahr 1936. Luftaufnahmen entstanden im September 1940 im Zuge der United States Antarctic Service Expedition (1939–1941). Weitere Luftaufnahmen fertigten Teilnehmer der US-amerikanischen Ronne Antarctic Research Expedition (1947–1948) im Jahr 1948 an, die in Zusammenarbeit mit dem Falkland Islands Dependencies Survey auch eine Vermessung vor Ort vornahmen. Geoffrey Miles Clifford (1897–1986), von 1946 bis 1954 Gouverneur der Falklandinseln, benannte das Gebirge 1952 nach dem Mädchennamen seiner Ehefrau.